# Malcolm Mackey
Malcolm Malik Mackey (Chattanooga, Tennessee; 11 de julio de 1970) es un exjugador de baloncesto estadounidense que disputó una temporada en Phoenix Suns de la NBA, y posteriormente desarrolló su carrera en Italia, España, Francia, China, Grecia, Polonia, Turquía y Puerto Rico. Con 2,06 metros de estatura, jugaba en la posición de ala-pívot.

## Trayectoria deportiva

### Universidad
Mackey asistió a la Universidad de Georgia Tech, donde pasó 4 temporadas en los Yellow Jackets. Mackey fue incluido en el Georgia Tech Hall of Fame en 2005 y finalizó su etapa universitaria como segundo máximo reboteador en la historia de Georgia. Con los Yellow Jackets disputó 130 partidos y promedio 13.3 puntos y 9.3 rebotes.

### Profesional
Mackey fue seleccionado en la 27.ª posición del Draft de la NBA de 1993 por Phoenix Suns, donde jugó su única temporada en la liga. Prácticamente no contó con oportunidades en el equipo, firmando 1.5 puntos y 1.1 rebotes en 22 partidos jugados. Más tarde, jugó la pretemporada con Dallas Mavericks en 1997 y con Sacramento Kings en 1999, aunque no llegó a participar en temporada regular.
De manera posterior, Mackey abandonó los Estados Unidos y se marchó a jugar al Media Broker Messina de la segunda división italiana en 2000. Mackey también ha jugado profesionalmente en España (CB Murcia, Cáceres Club Baloncesto y León Caja España), Francia (Dijon Bourgogne JDA y Besançon Basket), Puerto Rico (Aguadilla, Leones de Ponce y Atléticos de San Germán), Turquía (Kombassan Konya), Grecia (Sporting Athina), China (Jilin Northeast Tigers), Polonia (Anwil Włocławek) y en la CBA (Omaha Racers, Rockford Lightning y Quad City Thunder).

## Estadísticas de su carrera en la NBA

### Temporada regular
| Temporada | Edad | Equipo       | Liga | P  | TIT | MIN | TC  | TCA | %TC  | 3P  | 3PA | %3P  | TL  | TLA | %TL  | R.OF. | R.DEF. | REB | ASIS | ROB | TAP | PER | FP  | PTS |
| 1993-94   | 23   | Phoenix Suns | NBA  | 22 | 0   | 3.1 | 0.6 | 1.7 | .378 | 0.0 | 0.1 | .000 | 0.2 | 0.4 | .500 | 0.5   | 0.5    | 1.1 | 0.0  | 0.0 | 0.1 | 0.1 | 0.4 | 1.5 |
| Carrera   |      |              | NBA  | 22 | 0   | 3.1 | 0.6 | 1.7 | .378 | 0.0 | 0.1 | .000 | 0.2 | 0.4 | .500 | 0.5   | 0.5    | 1.1 | 0.0  | 0.0 | 0.1 | 0.1 | 0.4 | 1.5 |